# Друга Німецька хокейна ліга
Друга Німецька хокейна ліга (нім. DEL2) — друга ліга для німецьких хокейних клубів. Є другою за рівнем в системі хокейних ліг Німеччини після ДХЛ.

## Історія
До 2013 року в Німеччині існувала Друга хокейна Бундесліга.
2 травня 2013 року було засновано Другу Німецьку хокейну лігу.
У 2014 році ліга розширилася до чотирнадцяти команд, стільки ж, скільки й DEL. У першому сезоні в лізі грали дванадцять команд.
У квітні 2015 року змінили статут ліги, щоб клуби мали змогу підвищитись до DEL.
За підсумками сезону 2015–16 середня відвідуваність матчів ліги становила 2688 глядачів за матч, це найвищий показник в Європі серед ліг такого рівня.
1 липня 2016 року клуб DEL2 «Фіштаун Пінгвінс» став першим клубом, який «неофіційно» підвищили до DEL. «Пінгвіни» отримали це право через позбавлення ліцензії команди «Гамбург Фрізерс».
У 2017 році DEL2 та Оберліга (третій дивізіон Німеччини) досягли згоди щодо запровадження підвищення та пониження між двома дивізіонами. Першою командою, яка вибула з ліги, став клуб «Розенгайм».

## Чемпіони
| Сезон   | Чемпіон                                  | Віцечемпіон                              |
| ------- | ---------------------------------------- | ---------------------------------------- |
| 2013–14 | Фіштаун Пінгвінс                         | Бітіггайм Стілерс                        |
| 2014–15 | Бітіггайм Стілерс                        | Фіштаун Пінгвінс                         |
| 2015–16 | Кассель Хаскіс                           | Бітіггайм Стілерс                        |
| 2016–17 | Франкфурт                                | Бітіггайм Стілерс                        |
| 2017–18 | Бітіггайм Стілерс                        | Рісерзее                                 |
| 2018–19 | Равенсбург                               | Франкфурт                                |
| 2019–20 | Сезон не дограли через пандемію COVID-19 | Сезон не дограли через пандемію COVID-19 |
| 2020–21 | Бітіггайм Стілерс                        | Кассель Хаскіс                           |
| 2021–22 | Франкфурт                                | Равенсбург                               |
| 2022–23 | Равенсбург                               | Бад-Наугайм                              |
| 2023–24 | Регенсбург                               | Кассель Хаскіс                           |
| 2024–25 | Дрезднер Айслевен                        | Равенсбург                               |
| 2025–26 |                                          |                                          |